# Friedrichshafen Flugzeugbau
Friedrichshafen Flugzeugbau (FF) var en tysk flygplanstillverkare. 
Friedrichshafen Flugzeugbau grundades 25 juni 1912 av Diplom ingenjör Kober och med Greve von Zeppelin som kompanjon för att tillverka flygplan för det tyska marinflyget. För verksamhetens lokalisering övertog man den gamla zeppelinhallen i Manzell, man kom senare att bygga upp tillverkningsfilialer i Weingarten (Württemberg) och Warnemünde. Bland medarbetarna fanns bröderna Max Wieland och Philipp Wieland samt greven och majoren Brandenstein-Zeppelin. Företagets huvudinriktning var produktion av flottörförsedda enkel- och dubbelvingade flygplan. När företaget lades ner 1923 övertogs anläggningarna i Manzell av Dornier.

## Flygplan tillverkade av Friedrichshafen Flugzeugbau
- FF 1
- FF 29
- FF 31
- FF 33
- FF 33E
- FF 34
- FF 37
- FF 39
- FF 41
- FF 44
- FF 49
- FF 59
- FF 60
- FF 64